# Homopholis
Gekoni rodu Homopholis jsou drobní noční stromoví gekoni žijící v Africe.

## Taxonomie
Rod Homopholis je blízce příbuzný k rodu Blaesodactylus z Madagaskaru.

## Rozšíření
Etiopie, Keňa, Somálsko a Tanzanie.

## Potrava

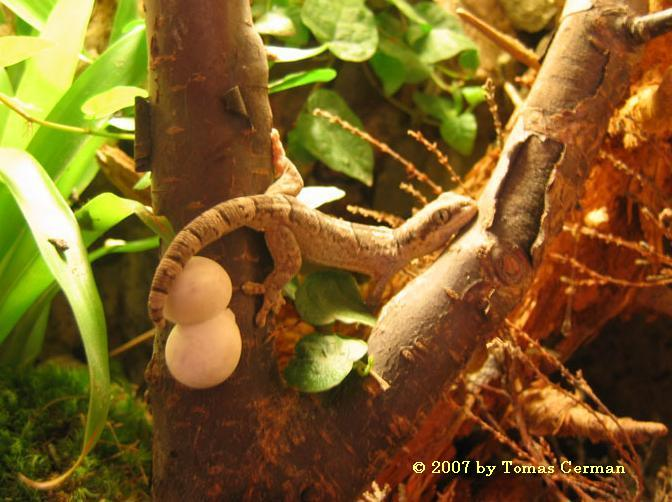
Homopholis fasciata s vajíčky.

Živí se drobným hmyzem.